# جون أودونيل (سياسي)
جون أودونيل (بالإنجليزية: John O'Donnell)‏ هو سياسي أمريكي، ولد في 1827، وتوفي في 11 أغسطس 1899. حزبياً، نشط في الحزب الجمهوري. وقد انتخب عضو جمعية ولاية نيويورك وانتخب عضو مجلس ولاية نيويورك.